# I'm a Little Teapot
La canción The Teapot song (inglés: La canción de la tetera, conocida comúnmente como I'm a Little Teapot) es una canción que describe el calentamiento y vaciado de una tetera. La canción fue compuesta por George Harold Sanders y Clarence Z. Kelley y publicada en 1939. Betty Harris hizo una versión popular para niños, añadiendo letra extra para que se pudiera jugar a ser una tetera.

## Letra
Aunque existen muchas versiones creadas a lo largo de los años, la letra más popular es esta. (movimientos de baile en paréntesis).
| Letra original | Traducción |
| --- | --- |
| First verse: I'm a little teapot, Short and stout, Here is my handle, (one hand on hip) Here is my spout, (other arm out with elbow and wrist bent) When I get all steamed up, Hear me shout, Tip me up and pour me out! (lean over toward spout) | Primer verso: Soy una pequeña tetera, Corta y robusta, Aquí está mi mango, (una mano en la cadera) Aquí está mi pitorro, (el otro brazo con el codo y la muñeca inclinados) Cuando yo estoy toda empañada, Oiganme gritar, ¡Vuélcame y vacíame! (se inclina hacia el pitorro) |
| Second verse: I'm a clever teapot, Yes, it's true, Here's an example of what I can do, I can turn my handle into a spout, (switch arms) Tip me up and pour me out!                                                                                | Segundo verso: Soy una lista tetera, Sí, esto es cierto, Aquí hay un ejemplo de lo que puedo hacer, Puedo cambiar mi mango y mi pitorro, (cambia los brazos) ¡Vuélcame y vacíame!                                                                                             |